# Ghulam Faruq Yaqubi
Ghulam Faruq Yaqubi (?, 1938 - Kabul, 16 de abril de 1992) fue un militar y político afgano, director del JAD y Ministro de Seguridad del Estado de la República Democrática de Afganistán.

## Vida
Siendo un general del Ejército de Afganistán se convirtió en un alto dirigente de la central de inteligencia, la Agencia de Información del Gobierno, desde 1980. Por su desempeño fue promovido al rango de Coronel General y miembro del Buró Político del Partido Democrático Popular.
En enero de 1986 la Agencia de Información del Gobierno fue elevada a rango ministerial como Ministerio para la Seguridad del Estado y en mayo Yaqubi fue nombrado a cargo del mismo, en reemplazo del anterior jefe, Mohammad Najibulá (quien había sido nombrado Secretario General del Comité Central del Partido).
Yaqubi se destacó en la derrota del intento de golpe de Estado del 6 de marzo de 1990 llevado a cabo por el teniente general Sahnavaz Tanai, al descubrir el Ministerio para la Seguridad del Estado las conexiones de Tanai con el terrorista muyahidín Gulbuddin Hekmatyar.
En abril de 1992 los muyahidines tomaron la ciudad de Kabul y desataron una masacre en el curso de la cual fue asesinado Yaqubi.